# The Street Singer
The Street Singer è un cortometraggio muto del 1912 diretto da Edmund Lawrence e prodotto dalla Kalem Company. Distribuito in sala dalla General Film Company il 13 settembre 1912, il film era interpretato da Alice Joyce e da Earle Foxe qui al suo esordio sullo schermo.
Il ruolo di Pepita bambina, la cantante di strada protagonista della storia, è interpretato dalla piccola Adelaide Lawrence che, all'epoca, aveva sette anni ed era la figlia del regista Edmund Lawrence.

## Trama
La piccola Pepita, cantante di strada, resta orfana quando suo padre muore per un attacco cardiaco. La bambina ha una bellissima voce e Karl, un giovane musicista convince sua madre ad adottarla. Con il passare degli anni, la voce di Pepita si fa sempre più bella e Karl la presenta a un grande maestro per averne un giudizio professionale. Costui, quando la sente cantare, resta estasiato dalle sue qualità vocali. Alla giovane cantante viene così data l'occasione di esibirsi a casa di un ricco patrono delle arti. Tra gli ospiti, anche Mrs. Burleigh che si offre di pagare a Pepita gli studi musicali.
Dopo anni di studi all'estero, Pepita torna in patria dove viene organizzato per lei il debutto al Metropolitan Opera House. La sera della prima, Karl si reca in teatro per lasciare il suo biglietto da visita. Ma questo viene intercettato da Mrs. Burleigh che informa Karl di non essere gradito. Pensando che Pepita non lo voglia più vedere, il giovane musicista se ne va, disilluso e depresso.
La giovane cantante ha un grandissimo successo: tutta felice, si reca a casa dei suoi vecchi amici. Ma viene a scoprire che Karl se n'è andato via, dopo la morte della madre. Toccata profondamente, Pepita torna a casa. Poco dopo, però, sente il suono di un violino e allora cerca di capire da dove provenga la musica. Seguendone il suono, arriva dal musicista che è Karl. I due, finalmente ritrovatisi, hanno un chiarimento e il giovane si rende conto che Pepita lo ama.

## Produzione
Il film fu prodotto dalla Kalem Company.

## Distribuzione
Distribuito dalla General Film Company, il film - un cortometraggio in una bobina - uscì nelle sale cinematografiche il 13 settembre 1912. La Moving Pictures Sales Agency lo distribuì sul mercato del Regno Unito il 17 novembre 1912. Quando nel 1915 la Kalem venne venduta, gran parte del suo catalogo di film venne ripresentato nelle sale dalla General Film Company che ripropose The Street Singer con il titolo The Little Singer, facendolo uscire il 10 settembre 1915.

### Ilmusical
Nel 1924, dal film fu prodotto un musical di successo con un libretto scritto da Frederick Lonsdale e la musica di Harold Fraser-Simson, protagonista Phyllis Dare. Lo spettacolo ebbe 360 repliche al Lyric Theatre di Londra per poi essere portato in tournée.